# Mordellistena nearctica
Mordellistena nearctica là một loài bọ cánh cứng trong họ Mordellidae. Loài này được Wickham miêu tả khoa học năm 1915.

## Hình ảnh

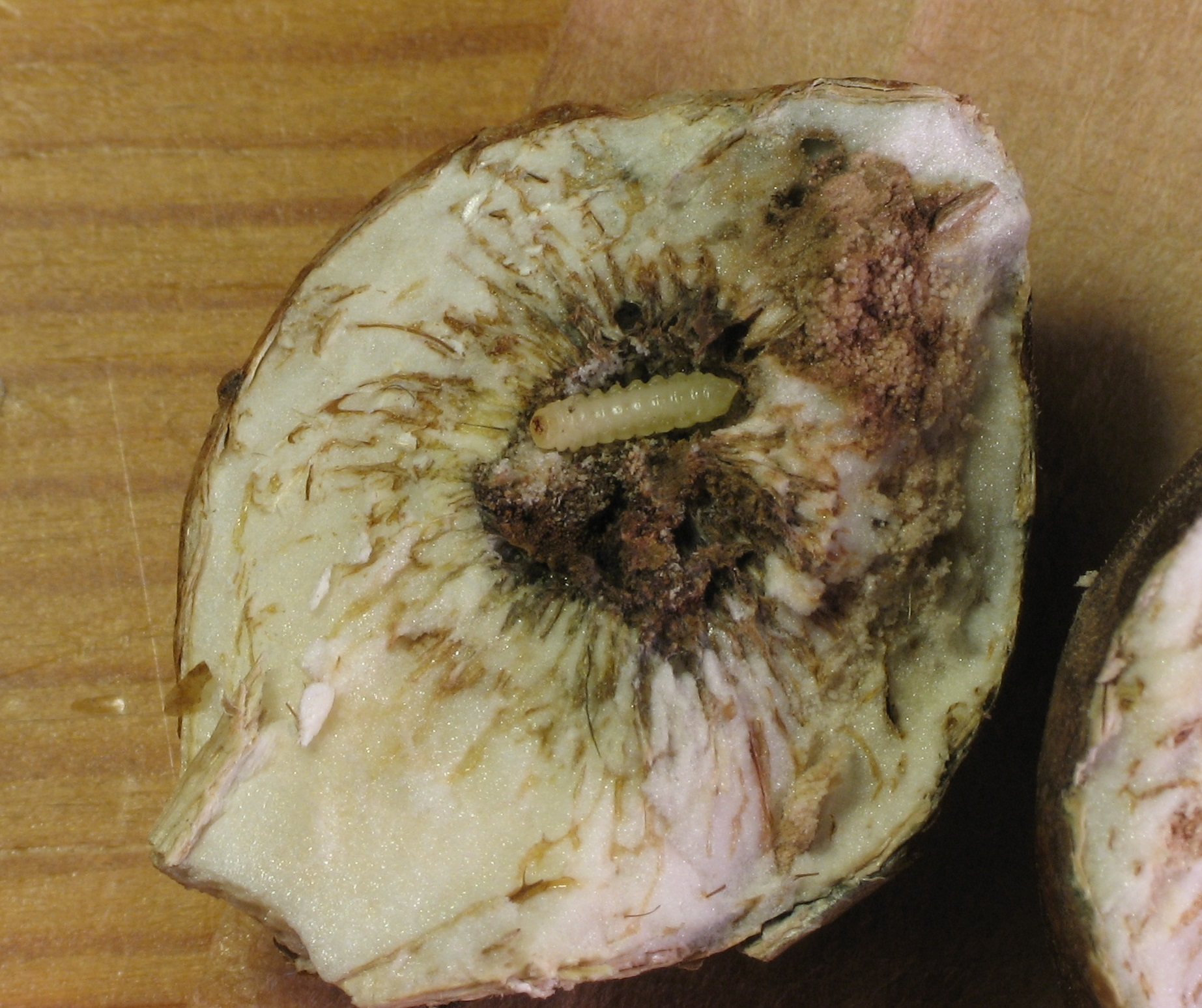